# Rachna Khatau
Rachna Khatau, née le 29 janvier 1981 à Londres, est une actrice indienne. Elle est connue pour son rôle de Sondra dans la série télévisée Baby Daddy (2013-2017).

## Biographie
Khatau est née à Londres mais a été élevée à Chicago. Elle a étudié à l'Université de Californie du Sud.

## Filmographie partielle

### Cinéma
- 2006 : Heather
- 2009 : Turbo
- 2011 : Embarrassing Facebook Girl
- 2011 : Practical Condolences
- 2011 : Hufflepuff Boyz
- 2016 : Father(s) Day

### Télévision
- 2008 : Foreign Bodies
- 2012 : Days of Our Lives
- 2013-2017 : Baby Daddy
- 2017 : Frankie et Paige
- 2017 : Game Shakers
- 2017 : Downward Dog